# Рядовичі (Сорокинський район)
Рядо́вичі (рос. Рядовичи) — присілок у складі Сорокинського району Тюменської області, Росія.
Населення — 159 осіб (2010, 184 у 2002).
Національний склад станом на 2002 рік:
- росіяни — 71 %